# Monument aux Restaurateurs
Le Monument aux Restaurateurs (en portugais : Monumento aos Restauradores) est un monument en forme d'obélisque situé sur la praça dos  Restauradores à Lisbonne, au Portugal. Le monument commémore la victoire de la guerre de Restauration portugaise. La guerre, qui vit la fin de la maison de Habsbourg et l'essor de la maison de Bragance, dura de 1640 à 1668. Le monument a été conçu par António Tomás da Fonseca et érigé en 1886.

## Histoire

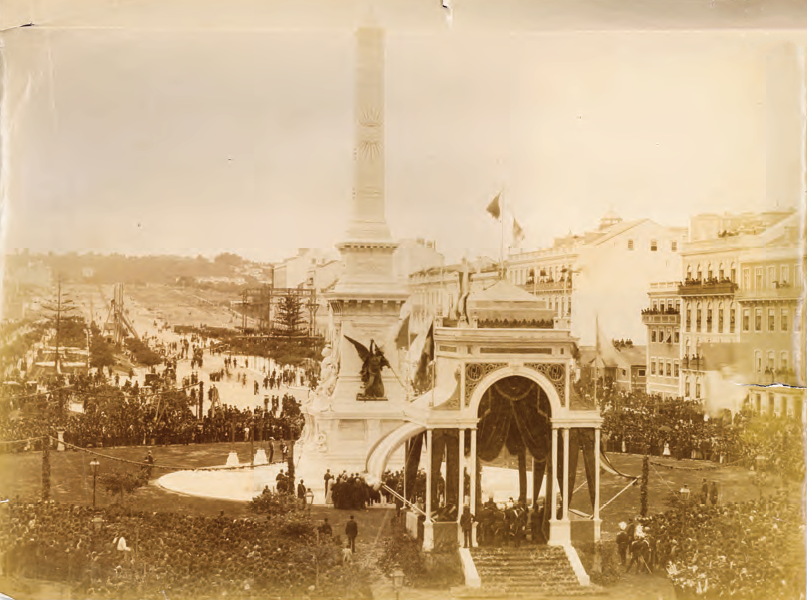
Dévoilement du monument, 1886.

La Sociedade Histórica da Independência de Portugal a été créé en 1861 en réaction aux groupes défendant le fédéralisme ibérique. La société patriotique a été fondée par Feliciano de Andrade Moura, un marchand de Lisbonne, et a rapidement attiré des personnalités notables de la société portugaise, comme Alexandre Herculano et Anselmo Braamcamp Freire. L'un des principaux objectifs de la commission était de commémorer correctement les anniversaires de la restauration portugaise de l'indépendance des Espagnols en 1640.
Après avoir réussi à faire pression sur le conseil municipal de Lisbonne, en octobre 1875, il fut décidé qu'« un grand monument de pierre et de bronze, attestant pour la postérité les réalisations audacieuses de ceux qui se sont distingués en 1640, nous libérant » serait construit à l'extrémité sud de la promenade publique Passeio Publico - elle-même remplacée par l'Avenida da Liberdade, un boulevard de style parisien, alors que la ville s'étendait vers le nord dans les années 1880.
L'obélisque a été conçu par António Tomás da Fonseca, et deux statues allégoriques de l'Indépendance et de la Victoire ont été sculptées, respectivement par Alberto Nunes et Simoes de Almeida.

## Description
Le monument se dresse sur une plate-forme carrée en pierre aux sommets tronqués, sur laquelle se dressent des lampadaires en fer ornés, posés sur des socles en calcaire. L'obélisque proprement dit repose sur une large base à trois niveaux : les deux premiers niveaux mélangent des surfaces concaves et convexes et portent, sur la face sud, l'inscription :
Le troisième niveau comporte plusieurs pilastres, ceux des angles décorés de couronnes de laurier sculptées, surmontés d'une corniche et d'une frise. Au-dessus du socle se dressent deux figures allégoriques en bronze : celle de la face sud, un homme ailé drapé d'une bannière et tenant les chaînes brisées du domaine étranger, représente l'Indépendance ; celui de la face nord, une figure féminine ailée en tenue classique tenant une palme d'une main et une couronne de laurier de l'autre, est la Victoire ; les faces est et ouest présentent des décors de pierre.
Au-dessus de la base, deux plinthes parallélépipédiques sont inscrites d'allusions aux batailles décisives de la Guerre de la Restauration : 1er décembre 1640, date de la Restauration de l'Indépendance, sur la face sud ; 26 mai 1644, date de la bataille de Montijo, sur la face est ; le 8 juin 1663, date de la bataille d'Ameixial, sur la face ouest ; et le 17 juin 1665, date de la bataille de Montes Claros, sur la face nord. Les deux plinthes sont surmontées de corniches soutenues par des consoles.
L'obélisque proprement dit se dresse au-dessus de cet ensemble : il mesure 14,6 mètres de hauteur et porte plusieurs inscriptions sur chaque face, séparées par des rainures décoratives, rappelant les événements importants de la guerre : sur la face sud, le long des Armes nationales, les inscriptions « Angra, 16 mars 1642 » et « Lisbonne, 15 décembre 1640 » ; sur la face est, « Badajoz, 22 juillet 1658 », « Pernambuco, 17 janvier 1654 », « Angola, 15 août 1648 », « Santo Aleixo, 12 août 1641 » ; sur la face nord, avec les armoiries municipales de Lisbonne, les inscriptions « Traité de paix, 13 février 1668 », « Vila Viçosa, 14 juin 1665 » ; et du côté ouest, « Castelo Rodrigo, 7 juillet 1664 », « Almeida, 2 juillet 1663 », « Évora, 4 juin 1663 » et « Elvas, 14 janvier 1659 ».